# Chitru
Chitrul (Citrus medica) este un arbore din genul Citrus, împreună cu pomelo și mandarinul fiind una dintre speciile originale de citrice din care s-au dezvoltat celelalte tipuri de citrice.
Fructul se numește chitră, e mare (pînă la 4-5 kg) și parfumat, de culoare verde cînd e crud și galben sau portocaliu copt.